# Joasaf Bolotow
Joasaf Bolotow (Geburtsname Joann Iljitsch Bolotow, russisch Иоанн Ильич Болотов; * 22. Januar 1761; † Mai 1799) war ein russisch-orthodoxer Missionar, Bischof von Kodiak und Vikar der Diözese Irkutsk.
Joasaf kam 1794 als Leiter einer Gruppe von orthodoxen Missionaren aus dem Kloster Walaam nach Alaska. Unter äußerst primitiven Bedingungen gründete er zusammen mit seinen Mitbrüdern die erste Niederlassung der russisch-orthodoxen Kirche in Amerika. Er wurde nach Irkutsk zurückgerufen und dort zum Vikar-Bischof von Kodiak ernannt, aber er erreichte sein Ziel nicht, da er bei einem Schiffbruch auf der Rückfahrt nach Alaska ums Leben kam.

## Leben
Ioan Iljitsch Bolotow wurde am 22. Januar 1761 in Straschkow im Ujesd Kaschin (russisch Кашинский уезд) im Oblast Twer geboren. Sein Vater war der Priester im Ort. Seine erste Ausbildung erhielt er an der kirchlichen Schule in einem Kloster in Kaschin. Danach besuchte er die Seminare in Twer und Jaroslawl, wo er mit Auszeichnung abschloss. Er wirkte vier Jahre lang als Lehrer an der Kirchenschule in Uglitsch. Dann entschied er sich für ein Leben als Mönch und trat in das Kloster Tolga ein, wo er 1786 die Tonsur erhielt und den Namen „Joasaf“.
In der Folge ging er in ein Kloster in Uglitsch und von dort ins Kloster Walaam. Wann er als Diakon ordiniert wurde und danach Priester, ist nicht bekannt. Er wurde 1783 in den Rang eines Archimandriten erhoben. Als ein Aufruf gemacht wurde, ein Missionsteam für Alaska zusammenzustellen wurde Joasaph ausgewählt, die Truppe zu leiten. Mit ihm wurden vier Mönchspriester, ein Mönchsdiakon, zwei Mönche, und zwei Diener ausgesandt.
Die Reise nach Alaska durch Sibirien dauerte zehn Monate, und sie erreichten per Schiff von Ochotsk unter Gerassim Ismailow die Kodiak-Insel am 24. September 1794. Dort trafen sie andere Bedingungen an, als es ihnen der Initiator der Unternehmung, Grigori Iwanowitsch Schelichow, versprochen hatte. Das Dorf Kodiak war viel primitiver als beschrieben und die Kirche, die versprochen worden war, war noch nicht gebaut. Die Gruppe erlebte viele Missstände und Gewalt der russischen Siedler gegen die eingeborenen Sugpiaq, so dass Joasaf den Staats- und Kirchenbehörden in Russland Bericht erstattete. Daraufhin entwickelte sich eine Feindschaft zwischen dem Dorfvorsteher, Alexander Andrejewitsch Baranow, und Joasaf und seinen Missionaren.
Trotz der widrigen Bedingungen war die Missionarsgruppe sehr erfolgreich bei der Evangelisation der Eingeborenen und weitete ihr Wirkungsgebiet auf das Festland aus. Allerdings waren diese Bemühungen durchaus auch lebensgefährlich. Der Mitbruder Juvenal wurde bei seiner Tätigkeit als wandernder Missionar auf dem Festland 1796 zum ersten Märtyrer Alaskas.
Als der Heiligste regierende Synod die Situation der Mission 1796 prüfte, entschloss man sich einen Auxiliar-Bischof für Alaska zu ernennen und wählte Joasaf zum Bischof von Kodiak. Erst 1798 erreichte ihn die Nachricht und die Anweisungen für seine Einsetzung. Zur Einsetzung als Bischof musste er nach Irkutsk zurückkehren, wo er auch am 10. April 1799 geweiht wurde. Diese Zeremonie war ungewöhnlich insofern, als aufgrund der Isolation von Irkutsk, der Heiligste Synod nur die Anweisung für Benjamin, den Bischof von Irkutsk, gab und dieser die Weihe ohne weitere Mitkonsekratoren vollzog. Es war die einzige verbürgte Konsekration in der Geschichte der Kirche Russlands, die nur durch einen Bischof vollzogen wurde.
Doch der neugeweihte Bischof Joasaf sollte niemals seinen Bestimmungsort erreichen, da er zusammen mit seinen Gefährten, Priestermönch Makari und Mönchsdiakon Stephan, mit ihrem Schiff Phoenix in einem Sturm vor der Küste Alaskas zwischen dem 21. und 24. Mai 1799 unterging. Das Schiff hatte wichtigen Nachschub für die Menschen und die Kolonie in Kodiak geladen. Der Verlust war ein schwerer Rückschlag für die orthodoxe Mission in Alaska und die Kolonie. Der Heiligste Synod unternahm nichts, um Joasaf zu ersetzen und schloss 1811 offiziell den Bischofssitz Kodiak und dauerte weitere dreißig Jahre, bevor ein neuer Hierarch für Alaska ernannt wurde.